# Вучаделце
Вучаделце (серб. Вучаделце) — населённый пункт в общине Сурдулица Пчиньского округа Сербии.

## Население
Согласно переписи населения 2002 года, в селе проживало 50 человек (49 сербов и 1 хорват).
| Численность населения | Численность населения | Численность населения | Численность населения | Численность населения | Численность населения | Численность населения | Численность населения |
| 1948                  | 1953                  | 1961                  | 1971                  | 1981                  | 1991                  | 2002                  | 2011                  |
| --------------------- | --------------------- | --------------------- | --------------------- | --------------------- | --------------------- | --------------------- | --------------------- |
| 366                   | 486                   | 423                   | 325                   | 188                   | 112                   | 50                    | 17                    |